# Metadato

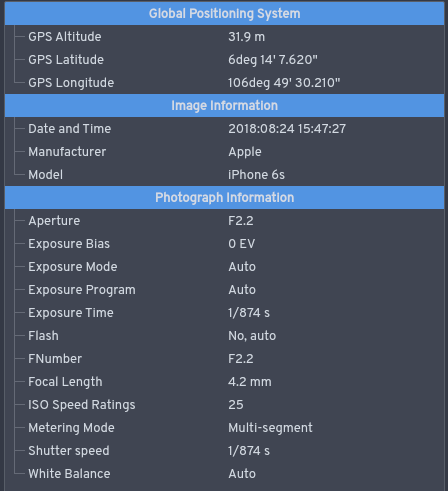
Esempio di metadati riferiti ad una fotografia digitale. È comune trovare queste informazioni in formato EXIF
allegate ai dati ottici all'interno dei file immagine.

Un metadato (dal greco antico μετὰ?, "oltre, dopo, per mezzo" e dal latino datum, "informazione" - plurale: data, lett. "(dato) per mezzo di un (altro) dato" ) è un dato che descrive una qualche proprietà di un altro dato.

In senso lato è un'informazione a proposito di un'altra informazione.
Un esempio tipico di metadati è costituito dalla scheda del catalogo di una biblioteca, la quale contiene informazioni circa il contenuto e la posizione di un libro, cioè dati riguardanti più dati che si riferiscono al libro. Un altro contenuto tipico dei metadati può essere la fonte o l'autore dell'insieme di dati descritto, oppure le modalità d'accesso con le eventuali limitazioni.
Un metadato può essere anche un dato aggiunto all'insieme delle informazioni per altri scopi. Ad esempio, se alla scheda del libro della biblioteca aggiungo un ID, ossia un identificatore univoco, quest'ultimo è un metadato.

## Descrizione

### Funzioni
La funzione principale di un sistema di metadati è quella di consentire il raggiungimento dei seguenti obiettivi:
- Ricerca, che consiste nell'individuare l'esistenza di un documento;
- Localizzazione, ovvero rintracciare una particolare occorrenza del documento;
- Selezione, realizzabile analizzando, valutando e filtrando una serie di documenti;
- Interoperabilità semantica, che consiste nel permettere la ricerca in ambiti disciplinari diversi grazie a una serie di equivalenze fra descrittori;
- Gestione risorse, ossia gestire le raccolte di documenti grazie all'intermediazione di banche dati e cataloghi;
- Disponibilità, ovvero ottenere informazioni sull'effettiva disponibilità del documento.

I campi di una collezione di metadati sono costituiti da informazioni che descrivono le risorse informative a cui si applicano, con lo scopo di migliorarne la visibilità e facilitarne l'accesso. I metadati infatti permettono il recupero di documenti primari indicizzati attraverso le stringhe descrittive contenute in record: schede in cui vengono rappresentate le caratteristiche più significative o le proprietà peculiari dei dati in questione, così che la loro essenza possa essere catturata da un'unica concisa descrizione, che, in modo sintetico e standardizzato, fornisce a sua volta una via di recupero dei dati stessi.
I sistemi di metadati strutturati in modo gerarchico sono più propriamente noti come schemi od ontologie. Entrambi i termini esprimono degli oggetti per determinare degli scopi o per rendere possibili delle azioni. Ad esempio, l'organizzazione dei titoli delle tematiche nel catalogo di una biblioteca serve come guida non solo all'individuazione dei libri associati a una tematica, ma anche alle tematiche esistenti nell'“ontologia” di una biblioteca; inoltre servono per capire come determinati argomenti specifici siano correlati a (o derivati da) i titoli generali delle tematiche stesse.
Attualmente, in letteratura il termine “metadato” è utilizzato quasi esclusivamente in riferimento al contesto dell'informazione elettronica in rete: i metadati sono comunemente intesi come un'amplificazione delle tradizionali pratiche di catalogazione bibliografica in un ambiente elettronico.
Nel contesto dei documenti digitali, il termine metadato adotta il significato che gli è stato affidato dall'informatica e dalla filosofia. Dall'informatica deriva la restrizione del concetto di “dato”, limitando il suo dominio semantico ai soli dati digitali e discreti che vengono gestiti da un computer. Dalla filosofia, e più specificatamente dalla metafisica, deriva un utilizzo particolare del termine “meta”, designandolo come un prefisso che serve per denotare un genere alternativo o di second'ordine di relazioni fra due tipi di entità analoghe.
Nei progetti di digitalizzazione e nelle attività di gestione degli archivi di oggetti digitali, i metadati rivestono un'importanza crescente, tanto da venire considerati parte costituente della definizione di “oggetto digitale”.

### Tipologie di metadati
I metadati possono essere distinti in vari modi; uno dei più diffusi li raggruppa in tre macrocategorie:

#### Metadati descrittivi
"[...] servono per l'identificazione ed il recupero degli oggetti digitali; sono costituiti da descrizioni dei documenti fonte, o dei documenti nati in formato digitale, risiedono generalmente nelle basi dati dei sistemi di Information Retrieval all'esterno dell'archivio digitale, e sono collegati a quest'ultimo tramite appositi collegamenti". Ne sono esempio:
1. Handle
2. PURL (Persistent Uniform Resource Locator)
3. Dublin Core
4. MARC
5. Meta Tag HTML
6. ISO 19115

#### Metadati amministrativi e gestionali
I Metadati amministrativi e gestionali (MAG) evidenziano le modalità di archiviazione e manutenzione degli oggetti digitali nel sistema di gestione dell'archivio digitale, e sono necessari per una corretta esecuzione delle relative attività. Nel mondo digitale, data la labilità dell'informazione elettronica, questi tipi di metadati assumono un'importanza preponderante ai fini della conservazione permanente degli oggetti digitali: essi possono documentare i processi tecnici associati alla conservazione permanente, fornire informazioni sulle condizioni e i diritti di accesso agli oggetti digitali, certificare l'autenticità e l'integrità del contenuto, documentare la catena di custodia degli oggetti, identificarli in maniera univoca. Ne sono esempio:
1. Preservation Metadata for digital Collections della National Library of Australia Archiviato il 3 dicembre 2011 in Internet Archive.
2. Metadata for digital preservation CEDARS

#### Metadati strutturali
Usati "per descrivere la struttura interna dei documenti (es. introduzione, capitoli, indice di un libro) e gestire le relazioni fra le varie parti componenti degli oggetti digitali", collegano le varie componenti delle risorse per un'adeguata e completa fruizione, che spesso avviene attraverso la mappatura di schemi di metadati diversi. Questi metadati inoltre forniscono dati di identificazione e localizzazione del documento, come il codice identificativo, l'indirizzo del file sul server, l'archivio digitale di appartenenza e il suo indirizzo Internet. Ne sono esempio:
1. SGML
2. XML
3. Encoded Archival Description (EAD)
4. Electronic Binding Archiviato il 31 dicembre 2006 in Internet Archive.
5. Digital Library Federation MOA2

### Problematiche: interoperabilità e integrazione
I metadati possono essere utilizzati anche per consentire un impiego funzionale dei documenti nell'ambito di un determinato sistema informativo; per esempio: certificare l'autore del documento, stabilirne un periodo di validità, consentirne la lettura a determinate categorie di utenti, individuare la base di dati dalla quale è estratto o il software con cui è stato generato, identificare lo specifico formato del documento e l'ambito della sua applicabilità, stabilire legami operativi con altri documenti.
Nel vastissimo panorama del World Wide Web confluiscono risorse eterogenee, in parte destrutturate e prive di metadati, in parte descritte da schemi di metadati differenti tra loro, tanto negli attributi assegnati alle risorse, quanto nel livello di analisi. 
Per questo motivo, oltre ad una struttura generale, i metadati vengono dotati anche di campi particolari, pensati per assolvere ai bisogni descrittivi che un particolare tipo di risorsa necessita. A seconda del tipo di risorsa che deve essere descritta c'è la possibilità di specificare campi di metadati con caratteristiche complementari che svolgono funzioni diverse a seconda degli oggetti ai quali devono essere applicati.
In un contesto di rete, la discussione sui metadati è diventata una discussione su schemi standard condivisi per far sì che un'indicizzazione con uno schema di metadati omogeneo consenta l'interoperabilità anche tra tipi di risorse diverse (testi, audio, video, ecc.) e l'integrazione di vari sistemi informativi, sia all'interno che all'esterno dei diversi sistemi locali.
Due obiettivi questi ultimi che devono basarsi soprattutto sull'accordo e sull'uso di un sistema di indicizzazione standard e quindi su uno stesso schema di metadati.

## Esempi
Esempi di meta tag HTML:
```
<
meta
 
name
=
"author"
 
content
=
"nome dell’autore "
 
/>

<
meta
 
name 
=
"copyright"
 
content
=
"proprietario del sito "
 
/>

<
meta
 
charset
=
"UTF-8"
>

<
meta
 
name
=
"author"
 
content
=
"John Doe"
>

<
meta
 
name
=
"viewport"
 
content
=
"width=device-width, initial-scale=1.0"
>

```

Esempi di meta tag di file:

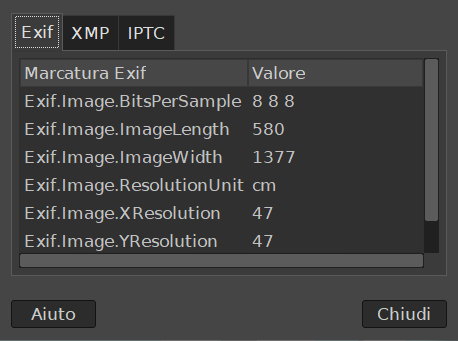
Metadati di un file visualizzati in Gimp
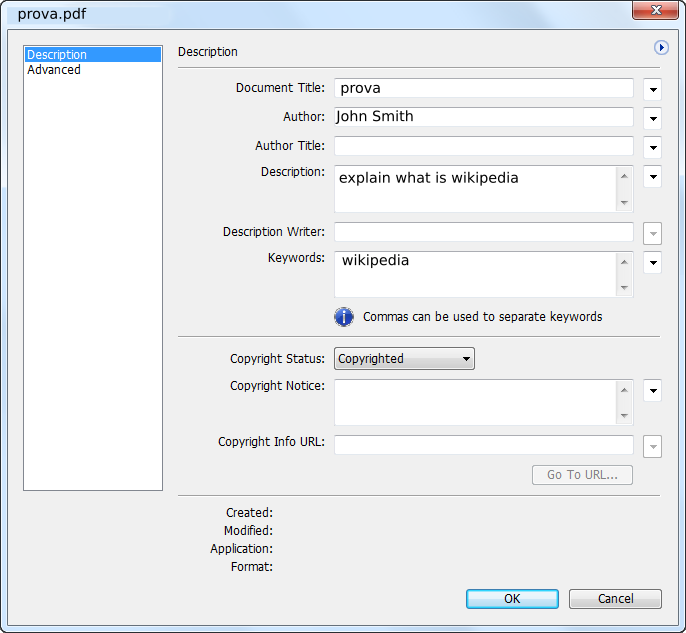
Metadati di un file PDF
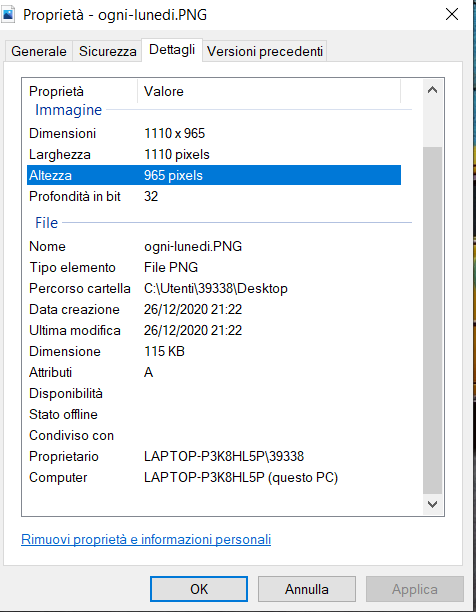
Metadati di un file PNG

## Sistemi di metadati
- Spotlight
- Dublin Core
- ID3 tag
- m:Edit metadata
- Meta Content Framework
- meta tag
- Microformat
- RDF
- Topic map
- XML
- Magic number
- Web semantico
- ONIX
- XMP
- IPTC